# Evelyn Klengel-Brandt
Pour les articles homonymes, voir Brandt.
Evelyn Klengel-Brandt, née en 1932 à Berlin (Allemagne), est une archéologue allemande, spécialiste du Proche-Orient ancien.

## Biographie
Evelyn Klengel-Brandt entame sa carrière au Vorderasiatisches Museum à Berlin en 1951 au service pédagogique du musée. Elle commence par travailler pour réparer les dommages causés par la guerre. Le musée rouvre en 1953. La même année, elle commence en tant qu'étudiante invitée à étudier l’archéologie classique et orientale à l'université Humboldt de Berlin, tout en étudiant les langues assyrienne et hittite. En 1959, elle termine ses études et obtient son diplôme et devient assistante de recherche au musée. En 1964, elle obtient un doctorat sur les terres cuites d'Assur. Evelyn Klengel-Brandt est conservatrice en 1970 et, en 1978, directrice adjointe du musée du Proche-Orient ancien (Vorderasiatisches Museum). Ses tâches consistent principalement à restaurer des objets d'art mineur, en particulier des sceaux, des rouleaux, de la terre cuite et des sculptures. En 1990/1991, elle est directrice à titre provisoire et en 1992, elle occupe le poste de directrice du musée, succédant à Liane Jakob-Rost. Elle occupe ce poste jusqu'à la fin de 1997 quand Beate Salje lui succède. Après la fin de son service au musée, Klengel-Brandt continue d'y effectuer une partie de son travail scientifique.
Klengel-Brandt donne des conférences en Allemagne et à l’étranger et enseigne à l’université Humboldt. Ses premiers voyages d'étude l'emmènent en Irak en 1967, en Syrie, au Liban et en Égypte. Elle a ensuite exercé plusieurs fonctions officielles de responsable des fouilles de l'Institut central d'archéologie et d'histoire ancienne et de la Direction générale de l'administration des antiquités irakiennes en Iraq, telles que les fouilles de sauvetage en 1979 dans la province de Diyala et, en 1982, dans le Moyen-Euphrate. Bien que Klengel-Brandt se considère plus comme une archéologue de musée que comme une archéologue de fouilles, après la réunification de l'Allemagne, elle dirige de 1993 à 1998 les fouilles organisées par le musée à Tell Knedig, dans le nord-est de la Syrie. Lutz Martin (de) était responsable des fouilles sur le site.
Evelyn Klengel-Brandt est mariée à l'assyriologue Horst Klengel (de).

## Publications
- avec Horst Klengel, Die Hethiter. Geschichte und Umwelt. Eine Kulturgeschichte Kleinasiens von Catal Hüyük bis zu Alexander dem Grossen. Koehler und Amelang, Leipzig, 1970 (aussi Die Hethiter und ihre Nachbarn. Eine Kulturgeschichte Kleinasiens von Catal Hüyük bis zu Alexander dem Grossen, Schroll, Wien – München, 1970)
- Reise in das alte Babylon, Prisma, Leipzig, 1970
- Der Turm von Babylon. Legende und Geschichte eines Bauwerkes, Koehler und Amelang, Leipzig, 1982 (aussi Die Hethiter und ihre Nachbarn. Eine Kulturgeschichte Kleinasiens von Catal Hüyük bis zu Alexander dem Grossen, Schroll, Wien – München, 1982  (ISBN 3-7031-0559-3))
- (Herausgeber), Mit sieben Siegeln versehen. Das Siegel in Wirtschaft und Kunst des Alten Orients, Philipp von Zabern, Mainz, 1997  (ISBN 3-8053-2032-9)
- Die Herrscher von Assur. Ein wiederentdecktes Reich im Alten Orient, Kinderbuchverlag, Berlin 1988  (ISBN 3-358-00479-1) / Philipp von Zabern, Mainz 2005,  (ISBN 3-8053-3359-5)
- avec Lutz Martin et Sabina Kulemann-Ossen, Tall Knedig. Die Ergebnisse der Ausgrabungen des vorderasiatischen Museums Berlin in Nordost-Syrien von 1993 bis 1998, Harrassowitz, Wiesbaden, 2005  (ISBN 3-447-05569-3)